# Vukašin Brajić
Vukašin Brajić, cyr. Вукашин Брајић (ur. 9 lutego 1984 w Sanskim Moście) – bośniacki piosenkarz.

## Życiorys
Jest najstarszym dzieckiem w rodzinie, ma dwóch braci: Simo i Dušanka. W 1994 roku z powodu wojny w Bośni i Hercegowinie przeprowadził się z rodzicami do Serbii i zamieszkał w Čačaku. W wieku 19 lat wyjechał do Negotina, gdzie studiował pedagogikę. Na trzecim roku studiów przeniósł się do Belgradu

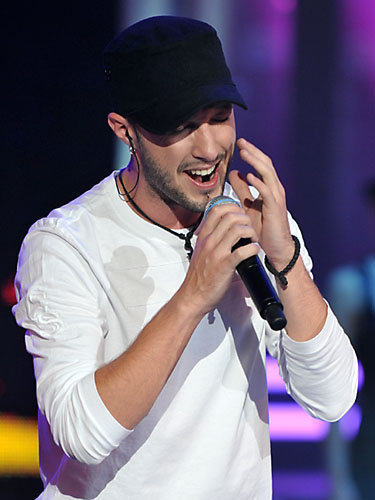
Brajić w programie Operacija trijumf (2008)

Karierę muzyczną rozpoczął od śpiewania w chórkach u innych wykonawców. W 2004 dołączył do zespołu Affect, z którym nagrał parę piosenek i koncertował po klubach rock and rollowych w Belgadzie. Po zawieszeniu działalności zespołu w 2007 założył z Marko Mariciem duet o nazwie Lucky Luke. W styczniu 2009 zajął drugie miejsce w finale pierwszej edycji programu rozrywkowego Operacija trijumf. Po udziale w konkursie został członkiem zespołu OT Bend, z którym wystąpił z utworem „Blagoslov za kraj” w programie Beovizija i zagrał koncert w belgradzkim Sava Centar przed 10-tysięczną publicznością, a w 2010 otrzymał nagrodę za debiut roku na festiwalu Sunčane Skale.
W maju 2010, reprezentując Bośnię i Hercegowinę z utworem „Thunder and Lightning”, zajął 17. miejsce w finale 55. Konkursu Piosenki Eurowizji w Oslo.